# 소피 크럼
소피아 바이올렛 "소피" 크럼(Sophia Violet "Sophie" Crumb, 1981년 9월 27일 ~ )은 미국, 프랑스의 만화가이다.
미국의 언더그라운드 만화가인 부친 로버트 크럼과 모친 알린 코민스키크럼의 영향을 받아 만화가로 활동하고 있다.